# Österreichische Frauen-Handballnationalmannschaft

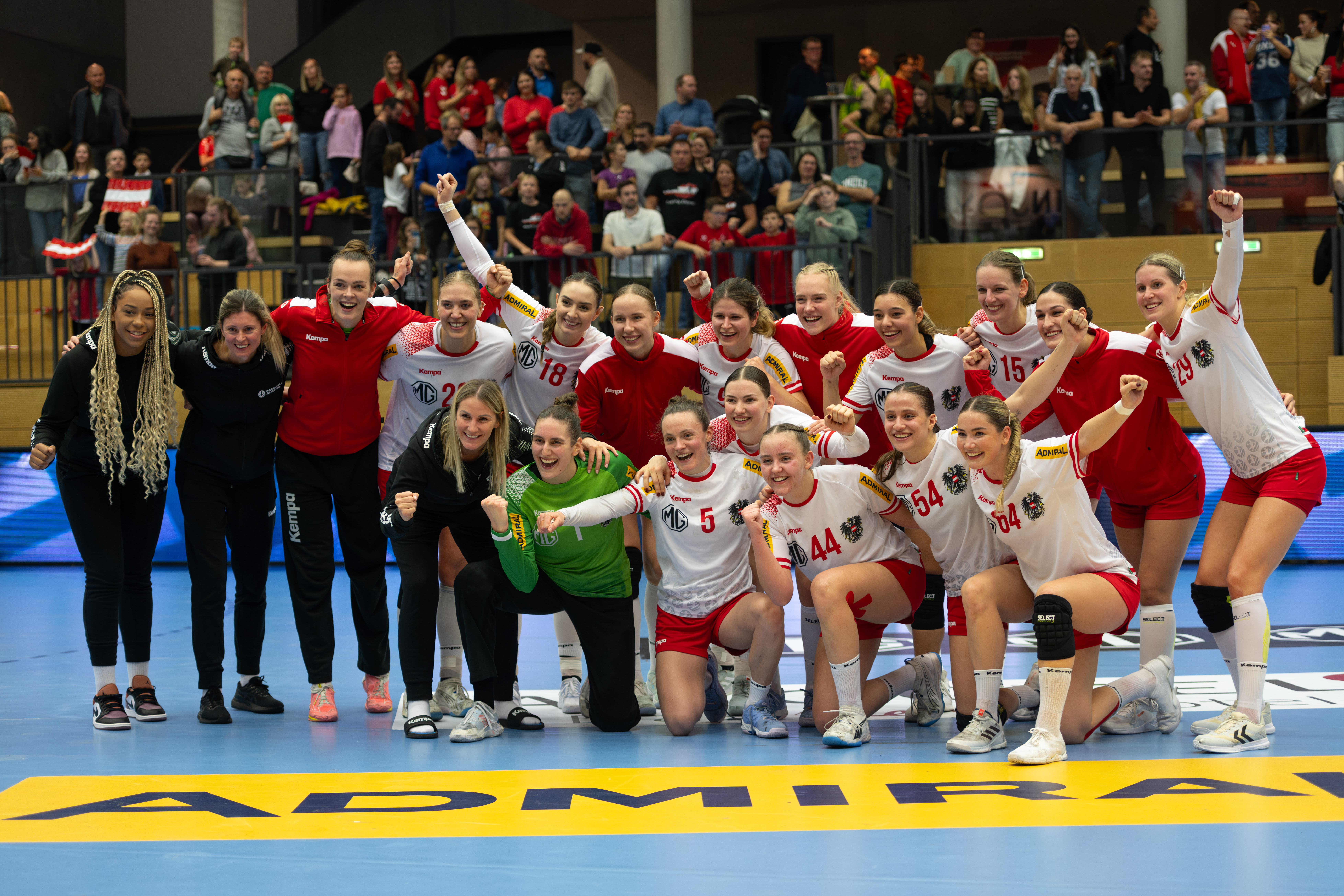
Österreichische Nationalmannschaft (25. Oktober 2024)

Die österreichische Frauen-Handballnationalmannschaft vertritt Österreich bei internationalen Turnieren im Frauenhandball.
Das Gros der österreichischen Mannschaft spielt beim österreichischen Spitzenklub Hypo Niederösterreich oder bei ausländischen Vereinen. Herbert Müller hat die Nationalmannschaft von 2004 bis 2024 trainiert. Anschließend übernahm die Niederländerin Monique Tijsterman das Traineramt.
Bei internationalen Turnieren konnte sie bei bisher 14 WM- und 8 EM-Teilnahmen jeweils einmal den 3. Platz bei den Weltmeisterschaften und den Europameisterschaften belegen und war zwischen 1986 und 2009 bei allen Welt- und Europameisterschaften qualifiziert. Dazu kommen drei Teilnahmen am Handballturnier bei Olympischen Sommerspielen sowie historisch zwei WM-Silbermedaillen im Feldhandball.

## Teilnahme an Meisterschaften

### Weltmeisterschaft (Halle)
- Weltmeisterschaft 1957:  6. Platz (von 9 Teams)
- zwischen 1962 und 1982 nicht qualifiziert
- Weltmeisterschaft 1986: 12. Platz
- Weltmeisterschaft 1990: 05. Platz
- Weltmeisterschaft 1993: 08. Platz
- Weltmeisterschaft 1995: 08. Platz
- Weltmeisterschaft 1997: 11. Platz
- Weltmeisterschaft 1999: 03. Platz, damit Bronzemedaille
- Weltmeisterschaft 2001: 07. Platz
- Weltmeisterschaft 2003: 11. Platz
- Weltmeisterschaft 2005: 13. Platz
- Weltmeisterschaft 2007: 16. Platz
- Weltmeisterschaft 2009: 10. Platz
- zwischen 2011 und 2019 nicht qualifiziert
- Weltmeisterschaft 2021: 16. Platz
- Weltmeisterschaft 2023: 19. Platz
Team: Petra Blazek (6/1), Mirela Dedic (5/6), Kristina Dramac (4/10), Sonja Frey (5/13), Lilli Gschwentner (4/7), Josefine Huber (6/17), Ines Ivančok (6/29), Lena Ivančok (6/1), Stefanie Kaiser (5/3), Patricia Kovacs (6/17), Nora Leitner (3/1), Ana Pandza (5/7), Katarina Pandza (6/39), Johanna Reichert (5/6), Santina Sabatnig (4/13), Claudia Wess (5/10)[2]
Trainer: Herbert Müller
- Weltmeisterschaft 2025:

### Europameisterschaft
- Europameisterschaft 1994: 09. Platz
- Europameisterschaft 1996: 03. Platz, damit Bronzemedaille
- Europameisterschaft 1998: 04. Platz
- Europameisterschaft 2000: 12. Platz
- Europameisterschaft 2002: 09. Platz
- Europameisterschaft 2004: 10. Platz
- Europameisterschaft 2006: 10. Platz
- Europameisterschaft 2008: 15. Platz
- zwischen 2010 und 2022 nicht qualifiziert
- Europameisterschaft 2024: 15. Platz (von 24 Teams)

- Petra Blazek, Mirela Dedic, Kristina Dramac, Sonja Frey, Josefine Hanfland, Lena Ivančok, Ines Ivančok-Šoltić, Stefanie Kaiser, Patricia Kovacs, Nora Leitner, Antonija Mamić, Ana Pandza, Katarina Pandza, Johanna Reichert, Santina Sabatnig, Klara Schlegel, Fabienne Tomasini, Claudia Wess; Trainerin: Monique Tijsterman

### Olympische Spiele (Halle)
- Olympia 1984: 6. Platz (von 6 Teams, wegen Boykotts der UdSSR, Ungarns und der DDR nachnominiert)
- Olympia 1992: 5. Platz (von 8 Teams)
- Olympia 2000: 5. Platz (von 10 Teams)

### Weltmeisterschaft (Feld)
- WM 1949: 2. Platz (von 4 Teams), damit Silbermedaille
- WM 1956: 4. Platz (von 6 Teams)
- WM 1960: 2. Platz (von 6 Teams), damit Silbermedaille

## Aktueller Kader
Stand: 6. November 2024
| Rücken- Nummer | Name                | geboren am | Verein                  | Position | Länder- spiele | Tore |
| -------------- | ------------------- | ---------- | ----------------------- | -------- | -------------- | ---- |
| 01             | Lena Ivančok        | 29.03.2001 | Sport-Union Neckarsulm  | TW       | 048            | 03   |
| 03             | Katarina Pandza     | 17.04.2002 | ŽRK Podravka Koprivnica | RL       | 042            | 183  |
| 05             | Sonja Frey          | 22.04.1993 | Hypo Niederösterreich   | RM       | 124            | 573  |
| 06             | Mirela Dedic        | 15.12.1991 | Hypo Niederösterreich   | LA       | 090            | 150  |
| 09             | Patricia Kovacs     | 26.05.1996 | Hypo Niederösterreich   | RM       | 091            | 322  |
| 11             | Fabienne Tomasini   | 14.06.1997 | LC Brühl Handball       | RA       | 039            | 065  |
| 14             | Klara Schlegel      | 07.05.2001 | Békéscsabai Előre NKSE  | RR       | 025            | 042  |
| 15             | Claudia Wess        | 15.06.1995 | Hypo Niederösterreich   | RA       | 093            | 093  |
| 16             | Petra Blazek        | 15.06.1987 | Hypo Niederösterreich   | TW       | 236            | 04   |
| 18             | Kristina Dramac     | 09.01.2002 | Debreceni Vasutas SC    | RR       | 040            | 051  |
| 22             | Stefanie Kaiser     | 31.10.1992 | Sport-Union Neckarsulm  | KM       | 104            | 141  |
| 29             | Ines Ivančok-Šoltić | 14.04.1998 | Mosonmagyaróvári KC SE  | RL       | 074            | 245  |
| 44             | Nora Leitner        | 05.05.2002 | Hypo Niederösterreich   | KM       | 035            | 031  |
| 54             | Santina Sabatnig    | 04.01.2004 | HC Rödertal             | LA       | 030            | 037  |
| 57             | Josefine Hanfland   | 19.02.1996 | Thüringer HC            | KM       | 067            | 170  |
| 64             | Ana Pandza          | 24.12.2003 | ŽRK Podravka Koprivnica | RM       | 032            | 037  |
| 67             | Johanna Reichert    | 31.12.2001 | Thüringer HC            | RL       | 046            | 099  |
| 96             | Nina Tilliacher     | 21.02.2005 | SSV Dornbirn Schoren    | TW       | 0              | 0    |

## Bekannte ehemalige Nationalspielerinnen
- Ausra Fridrikas
- Jasna Kolar-Merdan
- Stanka Bozovic
- Iris Morhammer
- Laura Fritz
- Natascha Rusnachenko
- Monika Königshofer
- Tatjana Logwin
- Katrin Engel
- Stephanie Subke

## Ehemalige Trainer
- Herbert Müller von 2004 bis 2024